# Прокоциці
Прокоциці (пол. Prokocice) — село в Польщі, у гміні Бейсці Казімерського повіту Свентокшиського воєводства.
Населення — 155 осіб (2011).
У 1975-1998 роках село належало до Келецького воєводства.

## Демографія
Демографічна структура на день 31 березня 2011 року:
|          | Загалом | Допрацездатний вік | Працездатний вік | Постпрацездатний вік |
| -------- | ------- | ------------------ | ---------------- | -------------------- |
| Чоловіки | 80      | 12                 | 57               | 11                   |
| Жінки    | 75      | 7                  | 42               | 26                   |
| Разом    | 155     | 19                 | 99               | 37                   |